# Eudejeania punensis
Eudejeania punensis är en tvåvingeart som beskrevs av Townsend 1913. Eudejeania punensis ingår i släktet Eudejeania och familjen parasitflugor.
Artens utbredningsområde är Peru. Inga underarter finns listade i Catalogue of Life.